# Строги резерват природе Арбиње
Арбиње је строги резерват природе који се налази на обронцима Старе планине, у горњем току долине Дојкиначке реке, на неких 8 км од села Дојкинци.
Овај локалитет важи за најлепшу речну долину на нашим просторима, а и шире.

## Одлике
Арбиње је резерват у склопу парка природе Стара планина, а посебну вредност чине тресавске заједнице најочуваније и најлепше смрчеве шуме на Старој планини и у Србији уопште.
Уз монодоминантну шумску заједницу смрче (Piceetum abietis montanum) постоји типична тресавска, сфагнумска заједница са стално принављаним тресетом уз изворе и потоке.
На овом простору се може наћи и већи број ендемских врста, као што су бор кривуљ, ниска клека и друге.
Ово је и станиште великог тетреба и мрког медведа.
Арбиње поред осталих природних лепота карактерише и велики број како већих тако и мањих водопада. Неки од познатијих су водопад Тупавица (25м) - на самом улазу у резерват, Копренски водопад (103м) - водопад на највећој надморској висини у Србији, Пиљски водопад (65м) , Чунгуљски скок (42м), Три кладенца (висина није утврђена), као и небројено мањих и непознатих.
Поред водопада у Арбињу се налазе и неки од најатрактивнијих и најлепших врхова Старе планине као што су Три чуке (1937м) и Копрен (1963).